# Operation Praying Mantis
Operation Praying Mantis (svenska: Operation Bönsyrsa) utfördes 18 april 1988 och var den största sjöstrid som USA:s flotta varit involverad i sedan andra världskriget. Det var också den amerikanska flottans första som involverade användning av sjömålsrobotar från fartyg.
Angreppet var en vedergällning av amerikanska flottan för den iranska mineringen i Persiska viken under Iran–Irak-kriget och kom efter att den amerikanska robotfregatten USS Samuel B. Roberts skadats av en mina. Den amerikanska attacken satte press på Iran att acceptera en vapenvila med Irak senare samma sommar, vilket avslutade en åtta år lång konflikt mellan grannarna i Persiska viken.

## Bakgrund

### Tankerkriget
Under Iran–Irak-kriget anföll irakiska styrkor oljeterminalen på ön Kharg och de tankfartyg som låg där. Iran svarade med att försöka strypa Iraks oljeexport genom att anfalla alla tankfartyg i Persiska viken som var lastade med irakisk olja, det så kallade Tankerkriget. Attackerna fördömdes av FN genom resolution 552 och med stöd av den skickade USA den 7 mars 1987 krigsfartyg till Persiska viken för att skydda tankfartygen (Operation Earnest Will och Operation Prime Chance).

### Operation Earnest Will
Inom ramen för Operation Earnest Will organiserades konvojer där tankfartyg eskorterades av amerikanska krigsfartyg till och från Irak och Kuwait, genom Persiska viken och Hormuzsundet. Under de 14 månader som operationen pågick inträffade ett flertal incidenter:
- 17 april 1987 avfyrade en irakisk Mirage F1 två Exocet-robotar mot den amerikanska fregatten USS Stark. Båda robotarna träffade och trots att den ena inte detonerade dödades 37 besättningsmän och 21 skadades. Besättningen lyckades få branden under kontroll under natten och fartyget kunde för egen maskin ta sig till Bahrain därifrån det efter provisoriska reparationer bogserades till Ingals varv i Mississippi där det återställdes i ursprungligt skick.

- 21 september 1987 bordade amerikanska Navy SEAL:s det iranska fartyget Iran Ajr efter att det har observerats lägga minor på internationellt vatten i Persiska viken. Fartyget sänktes genom sprängning på internationellt vatten 26 september.

- 16 oktober 1987 träffades oljetankern MV Sea Isle City av en kustrobot som avfyrades från den av Iran ockuperade Al Faw-halvön. 18 besättningsmän skadades. Som svar på robotattackerna sköt amerikanska krigsfartyg sönder två iranska oljeborrplattformar i oljefältet Rashadat halvvägs mellan Qatar och Iran (Operation Nimble Archer).

- 14 april 1988 minsprängdes fregatten USS Samuel B. Roberts under ett eskortuppdrag i Persiska viken. Explosionen gjorde ett 7,5 meter stort hål i Roberts vilket nästan sänkte henne. Besättningen räddade sitt fartyg utan förlust av människoliv och Roberts bogserades till Dubai den 16 april. Minsvepare och dykare påbörjade arbetet med att svepa minfältet och fick upp minor från samma serie som de som påträffades ombord på Iran Ajr.

## Slaget

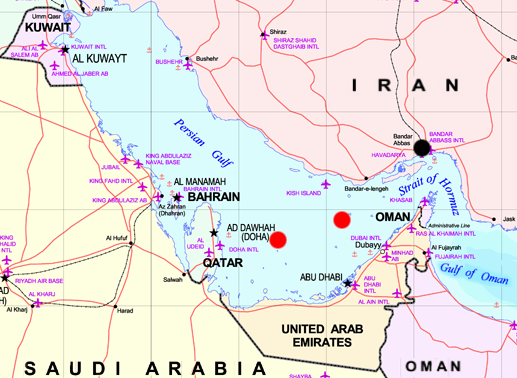
Operationsområdet i Persiska viken med oljefälten Sassan och Sirri samt den iranska flottbasen i Bandar Abbas utmärkta.

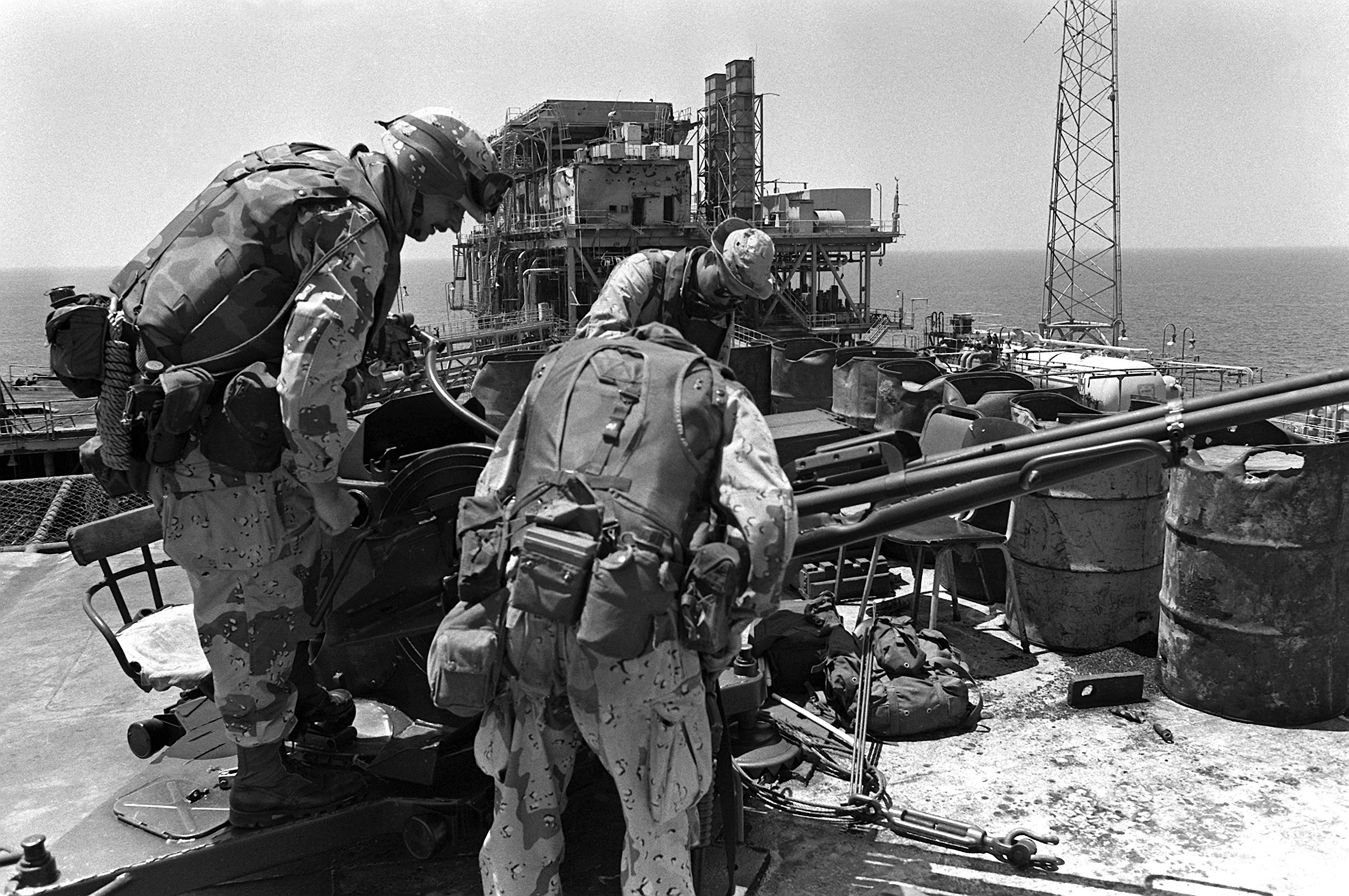
Amerikanska marinsoldater undersöker en 23 mm ZU-23 luftvärnspjäs på oljeriggen Sassan.

Som vedergällning planeras en upprepning av Operation Nimble Archer: att anfalla och förstöra iranska oljeborrplattformar i Persiska viken 18 april.
Klockan 8:00

Stridsgrupp Bravo öppnar eld mot oljeplattformen Sassan mellan Qatar och Abu Dhabi efter att först via radio har uppmanat besättningen att lämna plattformen.
8:05

Stridsgrupp Charlie gör samma sak med oljeplattformen Sirri ca 130 km längre österut.
9:25

US Marines sätts ombord på Sassan av CH-46 Sea Knight-helikoptrar. De samlar in underrättelser, beslagtar krigsmateriel och förbereder plattformen för sprängning.
11:30

Den iranska patrullbåten IS Joshan närmar sig Stridsgrupp Charlie trots varningar över radio.
12:15

IS Joshan avfyrar en Harpoon-robot mot kryssaren USS Wainwright. USS Simpson och USS Wainwright svarar med SM-1-robotar och sänker IS Joshan.
12:50

Två iranska F-4 Phantom närmar sig USS Wainwright som avfyrar två SM-1-robotar. Båda robotarna missar när flygplanen skyndsamt drar sig utom skotthåll.
13:30

Iranska snabbgående motorbåtar anfaller handelsfartygen Scan Bay, Willy Tide och York Marine. USA:s president Ronald Reagan godkänner personligen ett ingripande mot motorbåtarna.
14:25

A-6 Intruders från USS Enterprise anfaller motorbåtarna med multipelbomber och sänker tre av dem. De övriga flyr.
15:30

Den iranska fregatten IS Sahand närmar sig Stridsgrupp Delta och avfyrar luftvärnsrobotar mot patrullerade A-6 Intruders som svarar med AGM-84 Harpoon- och Skipper-robotar som skadar fartyget så svårt att det senare sjunker.
17:15

Den iranska fregatten IS Sabalan avfyrar även den luftvärnsrobotar. En A-6 träffar den med en laserstyrd bomb som slår ut maskinerna.
17:30

Order från Washington, D.C. om att avbryta striden och inte slutföra anfallet mot IS Sabalan.